# Шумей Окава
Шумей Окава (яп. 大川 周明, 6 грудня 1886 – 24 грудня 1957) — японський націоналіст й паназіатський письменник, відомим своїми публікаціями про японську історію, філософію, релігії, індійську філософію та колоніалізм.

## Життєпис
Шумей Окава народився в Саката, Ямагата, Японська імперія в 1886 році. Він закінчив передовий університет Японської імперії, а саме Токійський Імператорський університет у 1911 році, де вивчав індійську ведичну літературу та класичну індійську філософію. Після закінчення навчання Шумей Окава працював у Генеральному штабі Імператорської армії Японської імперії, виконуючи роботу перекладача. Він добре володів німецькою, французькою, англійською мовою, а також санскритом і палі.
Під час свого навчення в університеті, Шумей Окава недовго загравав зі «соціалізмом», але влітку 1913 року він прочитав книгу британського політика сера Генрі Коттона «Нова Індія, або Індія в перехідний період» (1886р., переглянуто 1905р.), у якій йшлося про тогочасну політичну ситуацію. Прочитавши цю книгу, Шумей Окава відмовився від так званого «повного космополітизму» (секайдзін) заради ідеї «паназіатства». Пізніше того ж року статті Анагаріки Дхармапала та Маулаві Баркатулли з'явилися в журналі Мічі, який видавав Докай, релігійна організація, в якій Шумей Окава пізніше відігравав важливу роль. Під час свого навчання Шумей Окава недовго проживав у одного з лідерів боротьби за незалежність Індії Раша Бехарі Боса.
Після багатьох років вивчення іноземних філософій Шумей Окава переконався в тому, що вирішення нагальних соціальних і політичних проблем Японської імперії лежить в союзі з азійськими рухами за незалежність, а також у відродженні колишньої японської філософії та новому наголосі на принципах «кокутай».

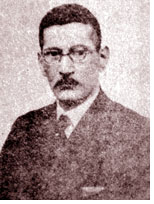
Шумей Окава, 35 років, професор університету Такушоку

У 1918 році Шумей Окава пішов працювати в компанію Південно-Маньчжурської залізниці, під керівництвом бюро цієї компанії яка досліджувала східну Азію, Шумей Окава разом з Іккі Кіта заснував японську націоналістичну дискусійну групу та політичний клуб «Юзонша». У 1920-х роках Шумей Окава став викладачем історії та колоніальної політики в токійському університеті Такушоку, де також він брав активну участь у створенні антикапіталістичних і націоналістичних студентських груп. Водночас Шумей Окава представив в Японській імперії теорію австрійського вченого Рудольфа Штайнера про «соціальній потрійності». У цей період Шумей Окава подружився із засновником айкідо паном Моріхеєм Уесібою.
У 1922 році Шумей Окава опублікував «Fukkô Ajia no Shomondai». Також він вітав політичні рухи, започатковані індійцем Махатмою Ганді в британській Індії та турком Мустафою Кемалем у Туреччині, як нові види (типи) азійського відродження.
У 1926 році Шумей Окава опублікував свою найвпливовішу працю: «Японія і шлях японців», яка була настільки популярною, що до кінця другої світової війни вона перевидавалася 46 разів. Він також брав участь у низці спроб державного перевороту які намагалися здійснити японські військові на початку 1930-х років, включаючи також «Березневий інцидент», за що він був засуджений до п'яти років ув'язнення в 1935 році. Звільнений лише через два роки, він ненадовго знову приєднався до компанії Південно-Маньчжурської залізниці, перш ніж прийняти посаду професора в Університет Хосей в 1939 році. Шумей Окава також продовжував публікувати численні книги та статті, сприяючи популяризації ідеї про те, що «зіткнення цивілізацій» між Сходом і Заходом було неминучим і що Японській імперії судилося взяти на себе мантію (роль) визволителя і захисника Азії від США та інших великих західних держав.

## Токійський трибунал з воєнних злочинів

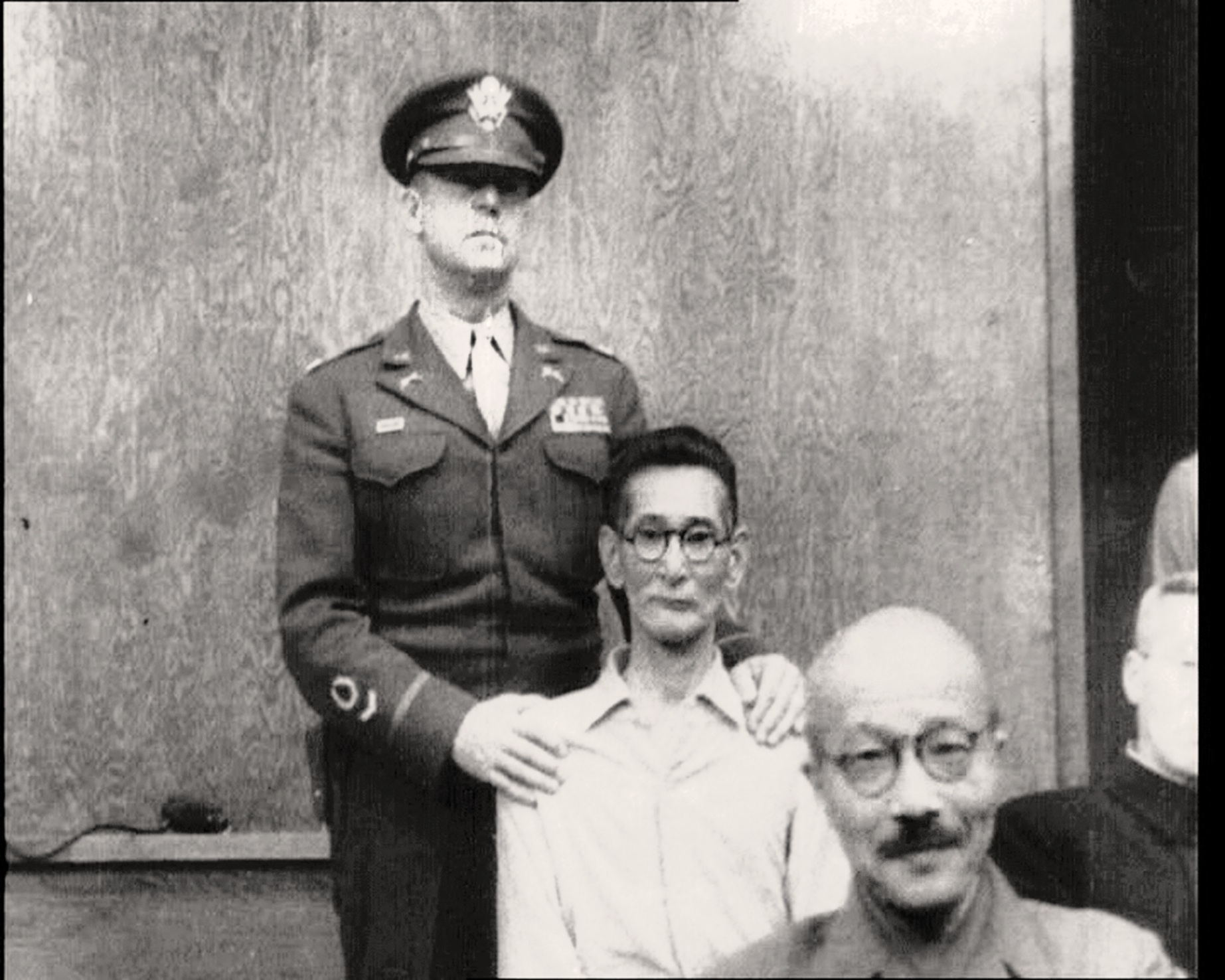
Шумей Окава в суді. Він щойно вдарив Тодзьо Хідекі (сидить попереду) по голові, і його стримує охоронець.

Після закінчення другої світової війни союзники переслідували Шумей Окаву як військового злочинця класу А. З двадцяти восьми осіб, яким токійський трибунал пред'явив звинувачення за цими обвинуваченнями, лише Шумей Окаву був єдиним, хто не був військовим чи державним службовцем Японської імперії. Переможці другої світової війни «Союзники» назвали Шумей Окаву в пресі «японським Геббельсом» і сказали, що він давно агітував за війну між Японською імперією та великими державами й імперіями заходу. На досудових слуханнях Шумей Окаву сказав, що він просто переклав і прокоментував геополітичну філософію Володимира Соловйова в 1924 році, і що пан азіатство насправді не виступає за війну.
Під час проходження судових засідань Шумей Окаву поводився по різному, зокрема він одягався в піжами, сидів босоніж і бив по голові колишнього прем'єр-міністра Японської імперії Хідекі Тодзьо, кричачи німецькою «Inder! Kommen Sie!» (Іди, індієць!). З самого початку судового процесу Шумей Окава стверджував, що суд був фарсом і навіть не заслуговував називатися законним судом. Він також в один момент крикнув: «Це перша дія комедії!». Психіатр армії США Даніель Джаффе оглянувши його заявив, що Шумей Окаву непридатний для суду. Суддя що головував на судовому процесі сер Вільям Вебб дійшов висновку, що Шумей Окава психічно хворий, і припинив справу проти нього. Деякі думали, що Шумей Окава симулює божевілля. З рештою долю підсудних Токійський трибунал вирішив по різному так семеро були повішені, а решта була ув'язнена.

## Після війни
Шумей Окаву перевели з в'язниці до госпіталю армії США яка встановила разом з союзниками окупаційний режим в переможеній Японії, в госпіталі армії США було підтверджено психічне захворювання Шумей Окави, яке було викликане сифілісом. Пізніше Шумей Окаву було переведено до Токійської столичної лікарні Мацудзава, це була психіатрична лікарня, і в цій клініці Шумей Окава завершив третій японський переклад усього Корану. У 1948 році, незабаром після закінчення суду, Шумей Окаву виписали з лікарні. Останні роки свого життя він провів, пишучи мемуари відомі як «Anraku no Mon», розповідаючи про те, як він знайшов спокій у психлікарні.
У жовтні 1957 року прем'єр-міністр незалежної Індії Джавахарлал Неру попросив аудієнції з Шумей Окавою під час свого короткого візиту до післявоєнної Японії. Запрошення було доставлено в будинок Шумей Окави вручну співробітником посольства Індії в Японії, який виявив, що Шумей Окава вже лежить на смертному одрі і не може вийти з власного будинку. Він помер 24 грудня 1957 року.

## Основні публікації
- Деякі проблеми в Азії, що знову виникає (復興亜細亜の諸問題), 1922 р.
- Дослідження японського духу (日本精神研究), 1924 р.
- Дослідження чартерних колонізаційних компаній (特許植民会社制度研究), 1927 р.
- Національна історія (国史読本), 1931
- 2600 років історії Японії (日本二千六百年史), 1939 р.
- Історія англо-американської агресії у Східній Азії (米英東亜侵略史), 1941 р

## Подальше читання
- Esenbel, Selçuk (October 2004). Japan's Global Claim to Asia and the World of Islam: Transnational Nationalism and World Power, 1900–1945. The American Historical Review. American Historical Association. 109 (4). Архів оригіналу за 9 березня 2009. Процитовано 20 січня 2014.
- Szpilman, Christopher W. A. The Dream of One Asia: Okawa Shumei and Japanese Asianism. У Fuess, Harald (ред.). The Japanese Empire in East Asia. с. 49—64.